# 山形県道36号新庄次年子村山線
山形県道36号新庄次年子村山線（やまがたけんどう36ごう しんじょうじねんごむらやません）は、山形県新庄市から村山市に至る県道（主要地方道）である。

## 概要

### 路線データ
- 陸上距離：42.0 km[1][出典無効]
- 起点：新庄市石川町（国道458号、山形県道313号泉田新庄線交点）
- 終点：村山市金谷（山形県道120号東根尾花沢線交点）

## 歴史
- 1993年（平成5年）5月11日 - 建設省から、県道新庄次年子村山線が新庄次年子村山線として主要地方道に指定される[2]。

## 路線状況

### 重複区間
- 山形県道381号村山大石田線（村山市田沢 - 本飯田間）

### 橋梁
- 高田橋（新庄市、升形川）
- 富長橋（舟形町、最上小国川）
- 堀内橋（舟形町、最上川）
- 隼橋（村山市、最上川）
- 金谷陸橋（奥羽本線、村山市）

### 冬期閉鎖区間
- 山形県最上郡舟形町松橋 - 山形県北村山郡大石田町次年子間

## 地理

### 通過する自治体
- 新庄市
- 最上郡舟形町
- 北村山郡大石田町
- 村山市

### 交差する道路
- 国道458号
- 山形県道313号泉田新庄線
- 山形県道34号新庄戸沢線
- 山形県道318号新庄長沢尾花沢線
- 国道47号（※新庄南バイパスとは交差しているが接続していない）
- 山形県道309号角沢鳥越線
- 山形県道56号新庄舟形線
- 山形県道31号舟形大蔵線
- 山形県道30号大石田畑線
- 山形県道306号次年子大浦線
- 国道347号
- 山形県道381号村山大石田線
- E13 東北中央自動車道・村山本飯田IC
- 国道13号（山形北バイパス）
- 山形県道120号東根尾花沢線

### 沿道の施設など
- 最上公園（新庄城址）
- 山形県立新庄南高等学校